# ورزش خونین

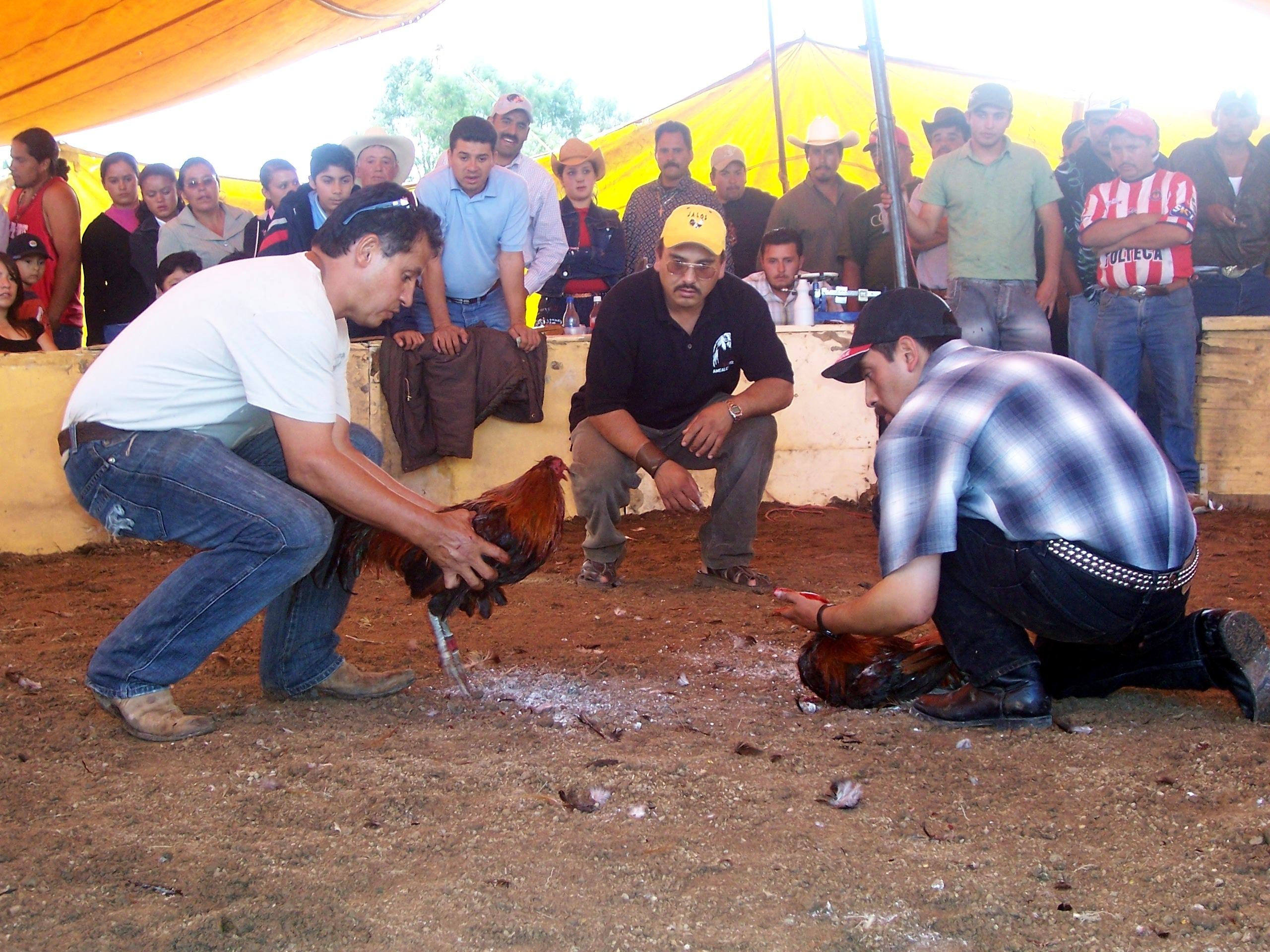
بازیِ خروس جنگی در کرتارو، مکزیک

ورزشِ خونین گروهی از بازی، ورزش یا سرگرمی‌ها است که با خون‌ریزی همراه است. برپایهٔ فرهنگِ وبستر، شکارِ جانوران و خروس بازی از جملهٔ این کارها هستند. همچنین هرگونه ورزشی که در آن جانوران کشته می‌شوند یا آسیب می‌بینند و مردم برای دیدنِ آن گردِ هم می‌آیند و احساسِ هیجان می‌کنند نیز یک ورزشِ خونین است.

## گونه‌ها
خروس جنگی، گاوبازی تورئو و جنگِ سگ‌ها از این دسته هستند.

### انسان به حیوان
- پرتاب روباه
- گاوبازی تورئو
- شکار گرگ
- ماهی جنگجوی سیامی
- بازداری

### انسان به انسان
- بوکس
- هنرهای رزمی ترکیبی[۳]
- گلادیاتور
- پانکریشن